# Megáli Kerasiá
Megáli Kerasiá är en ort i Grekland.   Den ligger i prefekturen Trikala och regionen Thessalien, i den centrala delen av landet, 270 km nordväst om huvudstaden Aten. Megáli Kerasiá ligger 521 meter över havet och antalet invånare är 283.
Terrängen runt Megáli Kerasiá är kuperad åt nordost, men åt sydväst är den bergig. Terrängen runt Megáli Kerasiá sluttar österut. Runt Megáli Kerasiá är det ganska glesbefolkat, med 36 invånare per kvadratkilometer. Närmaste större samhälle är Kalampáka, 12,3 km öster om Megáli Kerasiá. 